# Palazzo Giustinian Recanati
Palazzo Giustinian Recanati è un'architettura di Venezia, ubicata nel sestiere di Dorsoduro e affacciata sul Canale della Giudecca, poco a sinistra di Palazzo Clary.

## Storia
Palazzo Giustinian fu edificato nel XVI secolo per essere dimora di un ramo della famiglia Giustinian, legato per via matrimoniale ai Morosini.
Passò, per via di sangue, ai Recanati, famiglia originaria di Badia Polesine e iscritta al XVII secolo al patriziato veneziano.
Attualmente il palazzo si mostra ben conservato in tutte le sue parti ed appartiene ancora ai discendenti della famiglia Giustinian Recanati.

## Descrizione
Palazzo Giustinian Recanati si dispone su tre piani. La facciata presenta, al piano terra, un ampio portale sul quale pende lo stemma in pietra dei Giustinian.
Al piano nobile si evidenzia la presenza di aperture a tutto sesto accompagnate da poggioli lapidei e inscritte in cornici rettangolari: due coppie di monofore ai lati e, centralmente, una grande quadrifora sostenuta da colonnine ioniche.
Un mezzanino di sottotetto, sovrastato da un cornicione a dentelli, è aperto da una serie di otto finestrelle quadrate.
La facciata posteriore del palazzo ha linee neoclassiche, dovute ad un intervento settecentesco, probabilmente opera di Antonio Diedo. Questa facciata dà su un piccolo giardino sul rio di Ognissanti, dal quale è separato tramite un muro, sul quale campeggia una statua del XIX secolo rappresentante Madonna col Bambino.
Internamente il palazzo è fastosamente ornato da stucchi settecenteschi e arredi antichi.